# Неглинная
Негли́нная (распространены также названия Негли́нка, Негли́нна, Негли́мна, Самотёка) — река в центре Москвы, левый приток реки Москвы. Длина 7,5 км, почти на всём протяжении заключена в трубу. Река дала названия многим московским улицам, площадям и станциям метро: Неглинная улица, Кузнецкий Мост и станция метро «Кузнецкий Мост», Трубная улица, станция метро «Трубная» и Трубная площадь, Самотёчная улица и Самотёчная площадь и пр. С Неглинной связаны многие наводнения в Москве.

## Название
Упоминается в источниках с 1401 года как Неглимна, в 1627 году в «Книге Большому Чертежу» — Неглинна, в источнике середины XVII века — Неглимна, но позже — Неглинная, Неглинка.
Согласно одной версии, река получила своё название из-за топей, болот в её русле: «Неглинок — болотце, болотистое место с ключами».
По другой версии название реки произошло от песчаного, «неглинистого» дна (в частности, такую версию высказали Г. П. Смолицкая и М. В. Горбаневский). Например, в бассейне Оки неоднократно наблюдается соседство гидронимов типа Глинской/Неглинной, что даёт дополнительный аргумент для возможной мотивации названия Неглинка как «реки с неглинистым дном и берегами». В то же время другие исследователи высказывают сомнения по поводу образования названия через отрицание того, чего нет.
В. Н. Топоров (1972) относит гидроним Неглинна/Неглимна к балтийским субстратным, возводя его к основе Ne-glim-in-, предположительно от корня gilm (ср. прусск. Gilmėn, лит. Gelmynas и др. от лит. gilmė «глубина»). Эту этимологию поддержал Е. М. Поспелов как наиболее реалистичную: гидроним Неглимна осмысливается как «неглубокая, мелкая река».
Другое название реки — Самотёка относится к ряду названий рек, вытекавших из прудов с проточной водой: вода из них шла «самотёком». Такое название носила река в среднем течении, от современной Селезневской улицы до Трубной площади. Согласно другим работам, например географа Н. Е. Дика, Самотёкой именуется другая часть реки, от её верховья до слияния с Напрудной.

## География

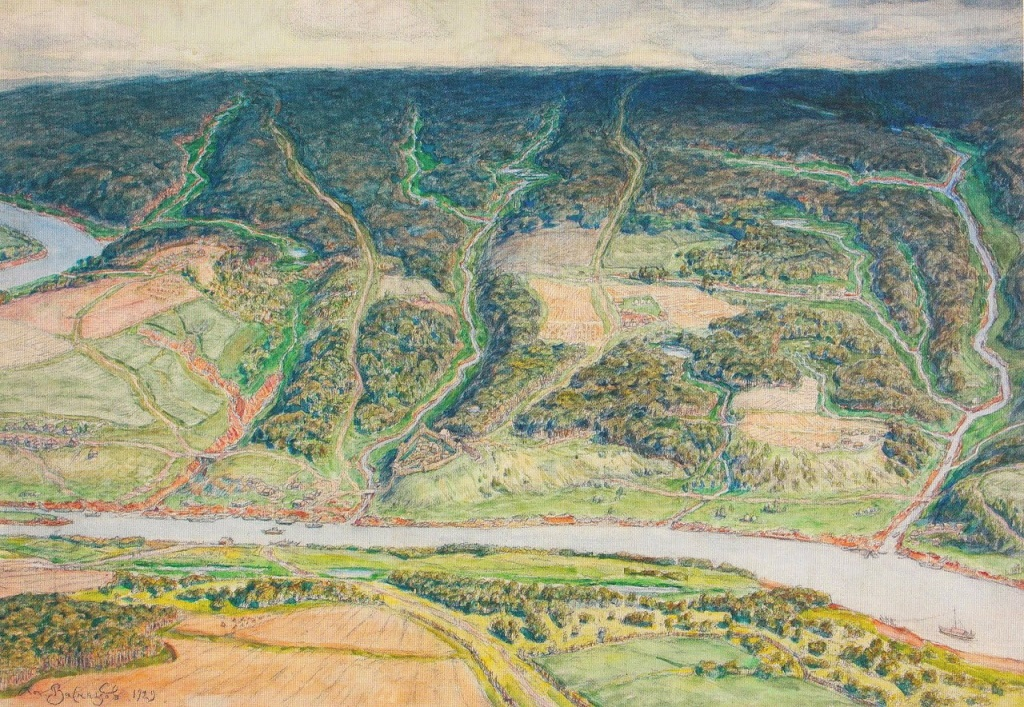
Неглинная, Яуза и Москва-река на рисунке Аполлинария Васнецова «Вид Москвы с птичьего полета в XII в.»

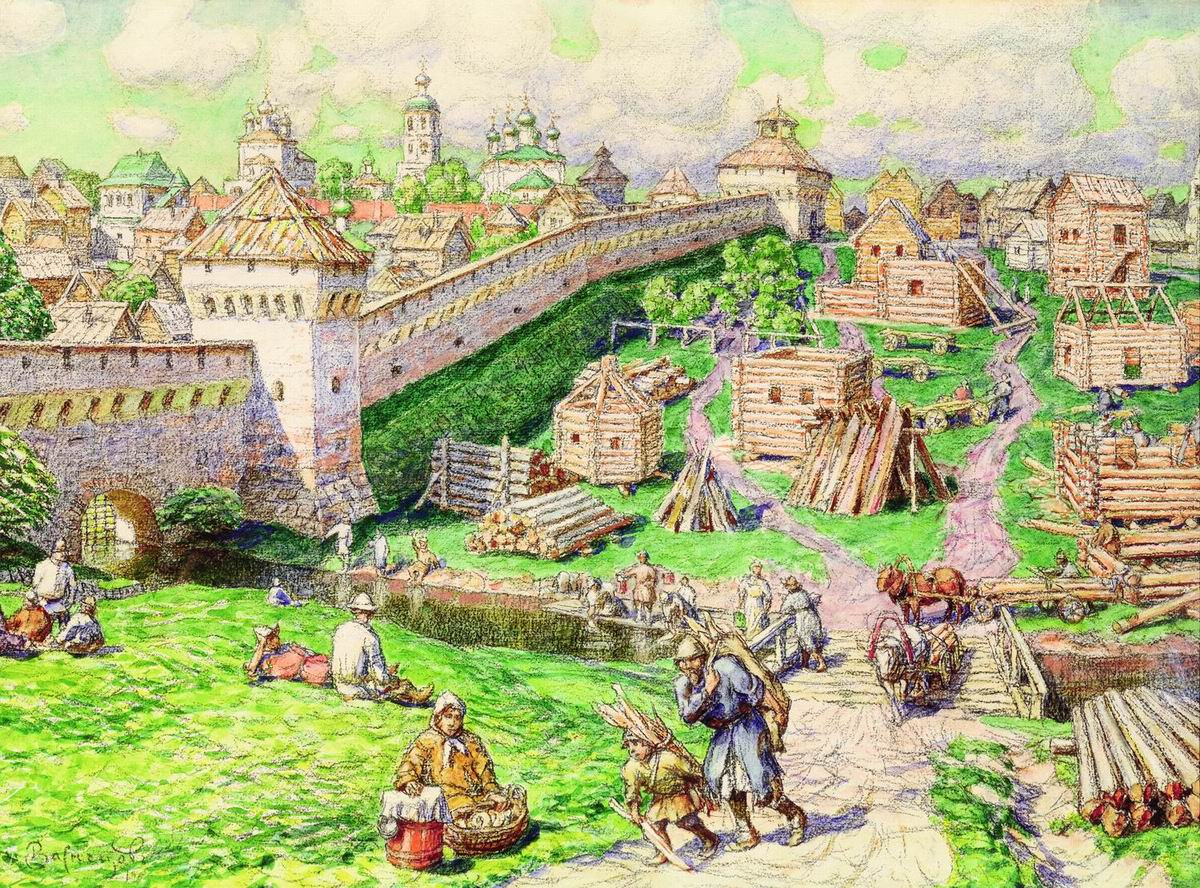
«Труба». Рисунок А. М. Васнецова

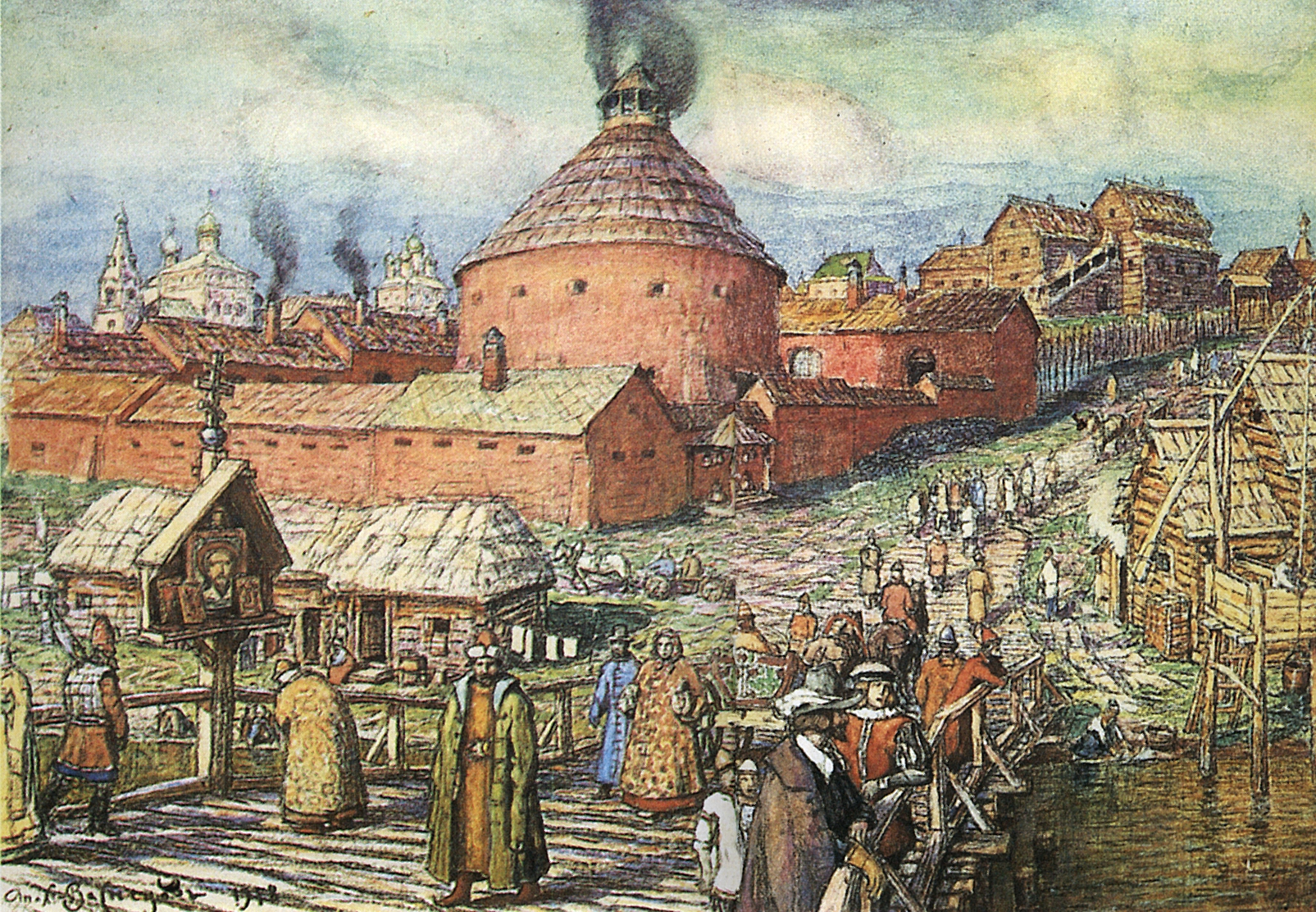
Пушечный двор и Кузнецкий мост на реке Неглинной. Рисунок А. М. Васнецова

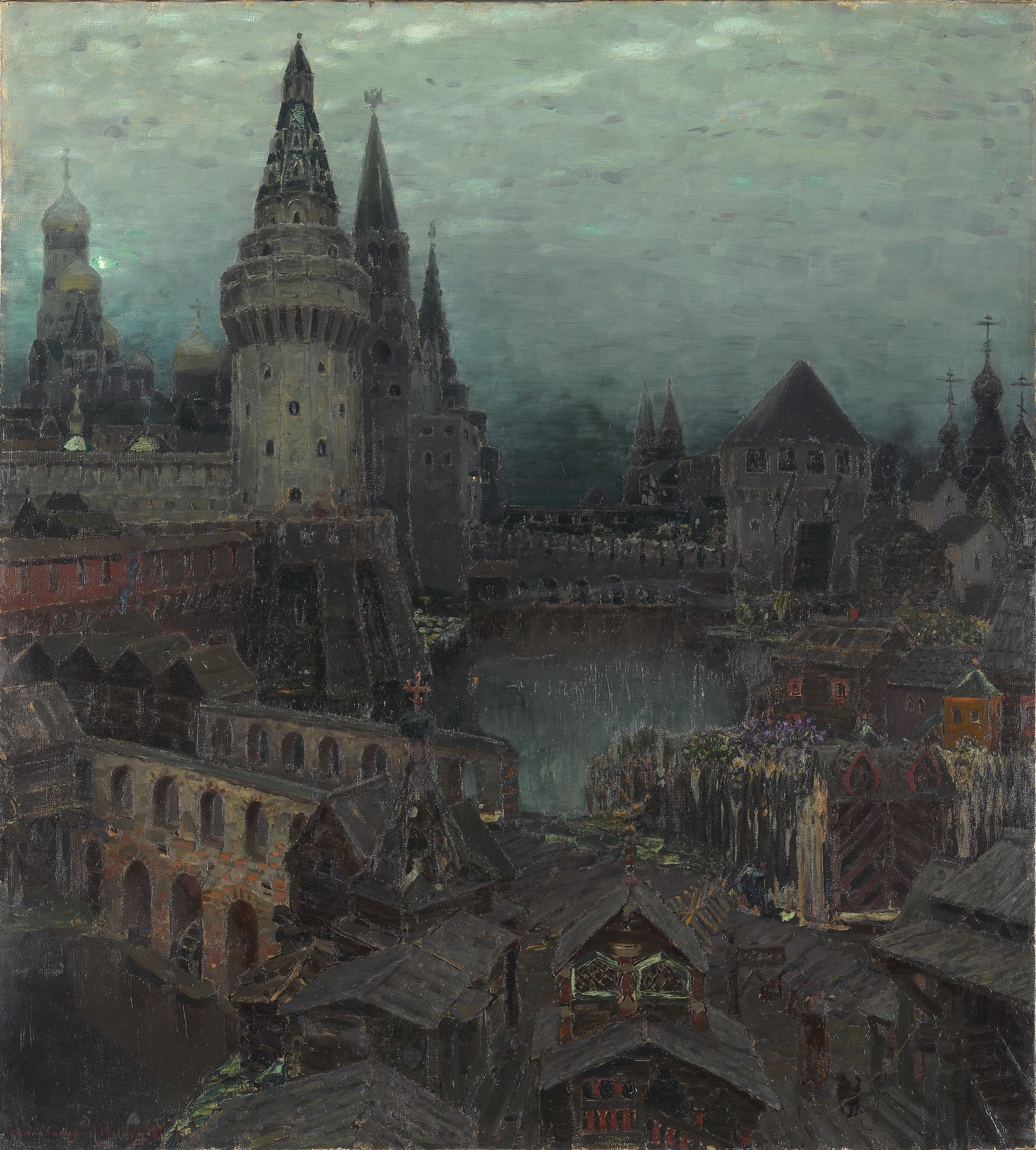
Воскресенский мост. Рисунок А. М. Васнецова. Вдали виден Троицкий мост

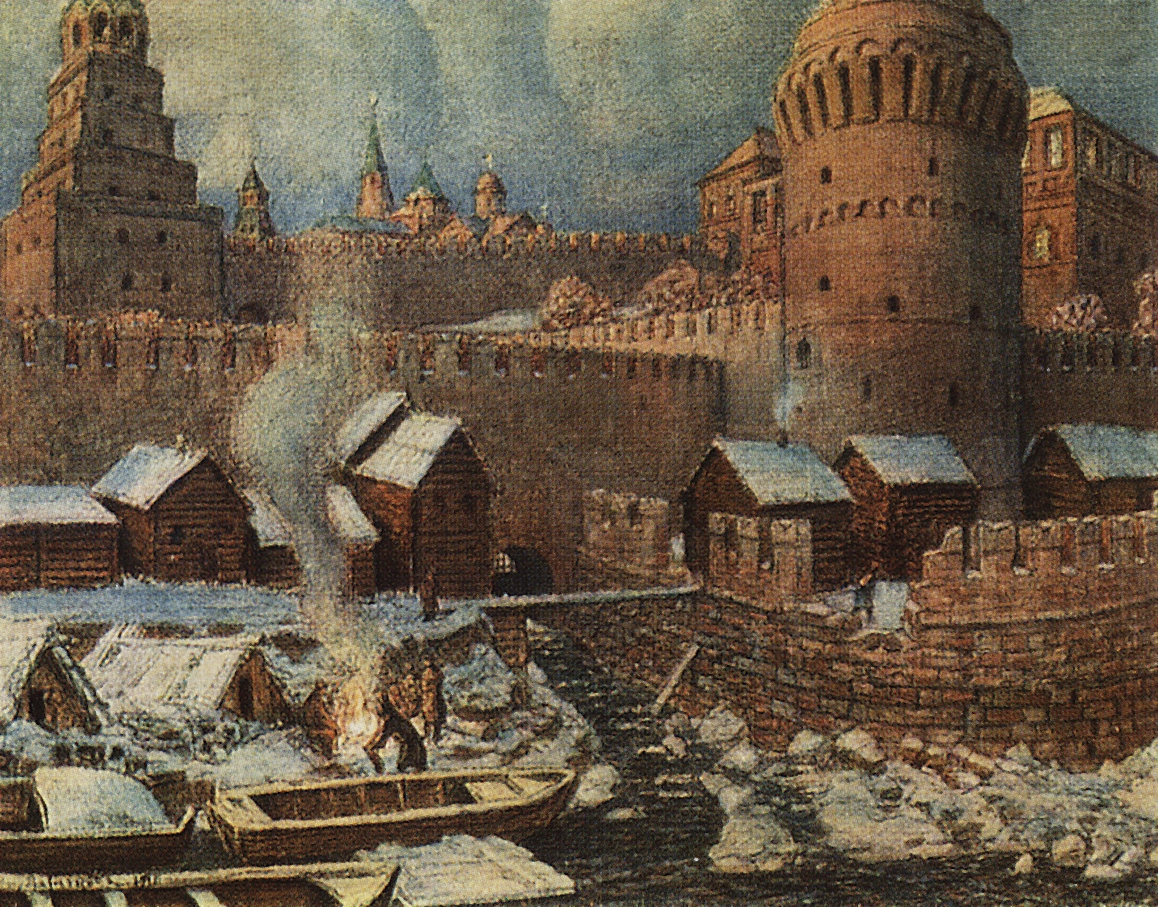
Устье Неглинной в конце XVII в. Рисунок А. М. Васнецова

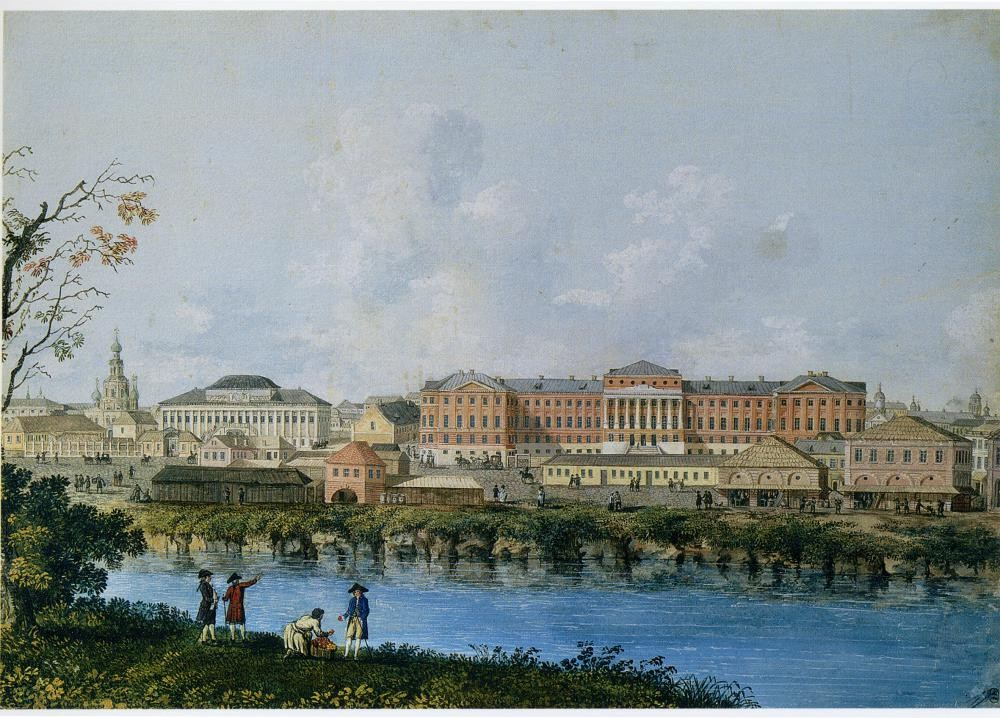
Акварель неизвестного художника. Московский университет и река Неглинная, слева церковь иконы Божией Матери «Знамение» на Шереметевом дворе. 1790-е гг.

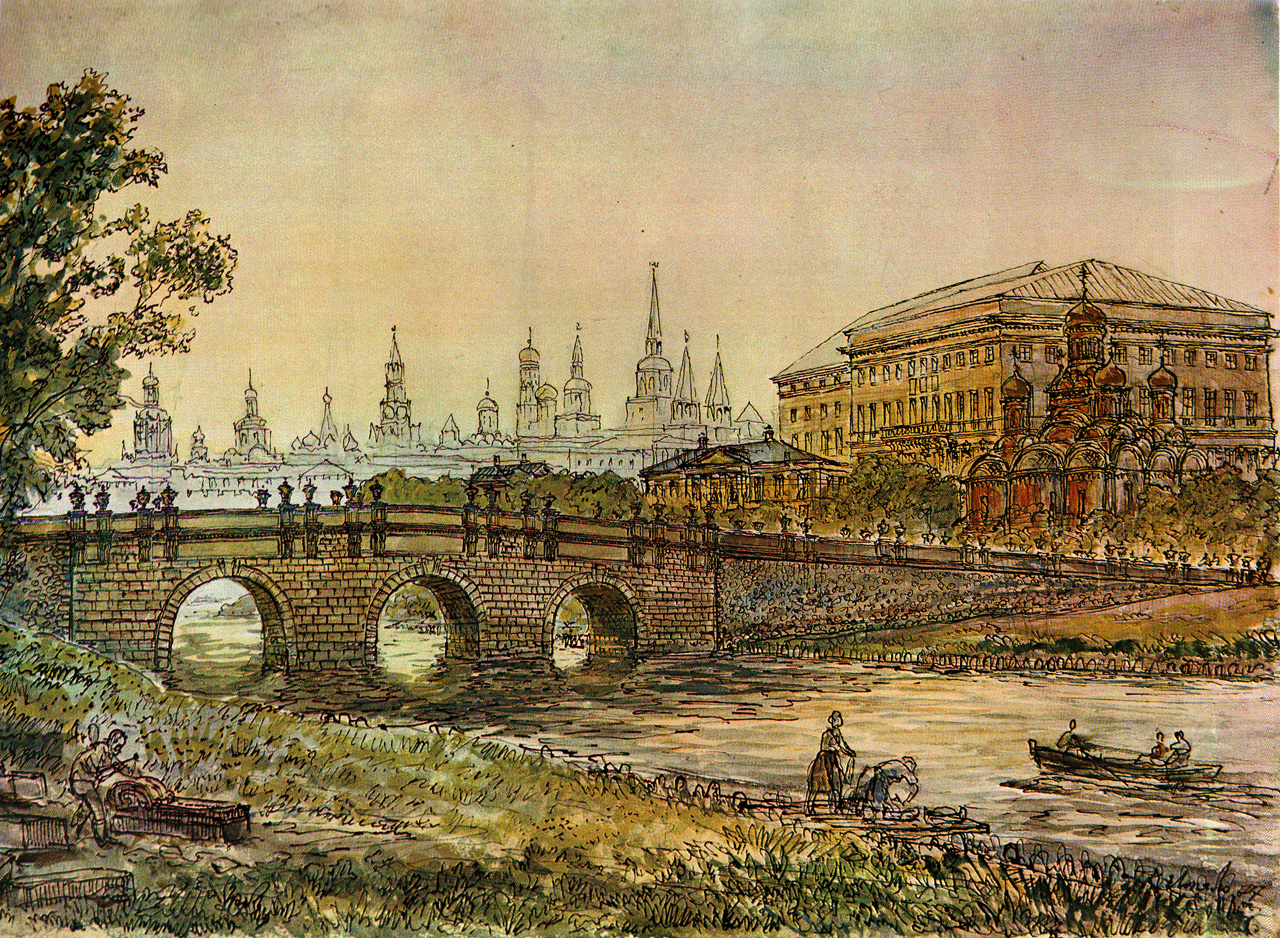
Кузнецкий мост в XVIII в.

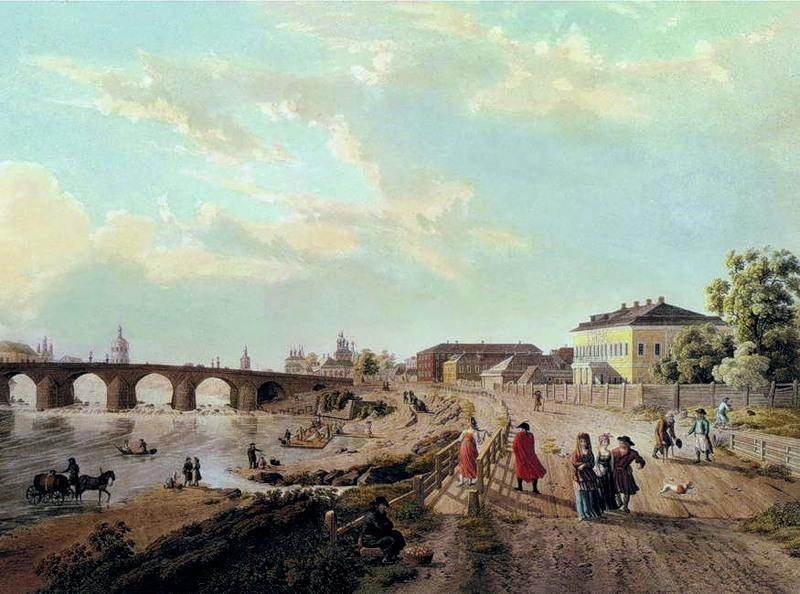
На первом плане устье Неглинной и деревянный мост через реку, гравюра 1796 года Г. Лори по рисунку Ж. Делабарта

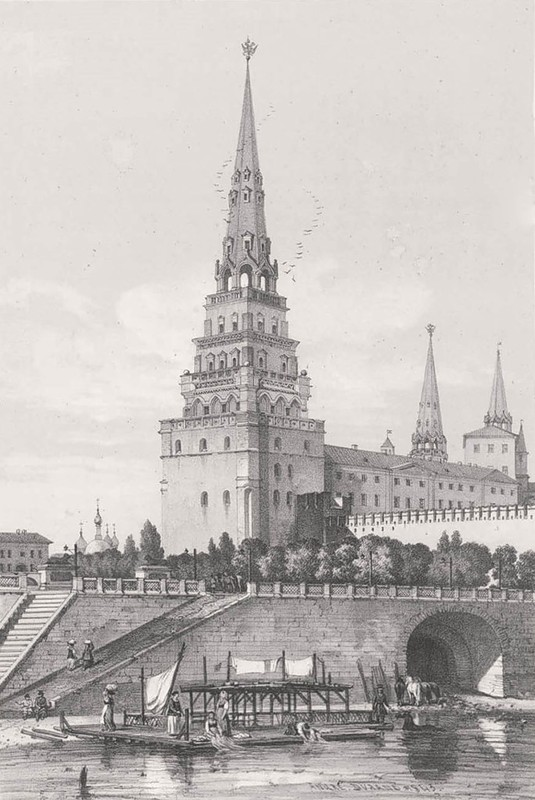
Литография Андре Дюрана. Устье реки Неглинки, 1839 г.

Река Неглинная начинается в районе Марьиной рощи (исток реки находился севернее окончания Новосущёвской улицы в районе соединительной ж/д линии). Сегодня русло реки можно определить по сохранившимся естественным низинам на пересечении 2-го Стрелецкого проезда со Стрелецкой улицей, а также ниже по течению, на пересечении Новосущёвской улицы с Перуновским и Новосущёвским переулками.
До слияния с речкой Напрудной Неглинная течёт на юго-восток под современным 2-м Стрелецким проездом, Стрелецкой, Новосущёвской улицами, улицей Достоевского, немного южнее 3-го Самотёчного переулка.
По линии 2-го Стрелецкого переулка река создавала свой первый пруд (Миусский) и принимала свой первый приток — ручей из Бутырского пруда. Пересекая улицу Сущёвский Вал, река пополняла свои воды из двух Сущёвских прудов. Рядом находились Вышеславцовы пруды. Далее по течению Неглинная образовывала ещё два пруда — севернее пересечений Новосущёвской улицы с Перуновским и Новосущёвскими переулками.
В районе станции метро «Новослободская» находились глубокие пруды — Антроповы ямы, с которыми Неглинная соединялась довольно протяжённым ручьем.
Сегодня из всего множества существовавших на Неглинной прудов сохранился только Селезнёвский пруд — на пересечении 3-го Самотёчного переулка и Селезнёвской улицы. В настоящее время данный пруд не связан с подземным коллектором реки Неглинной.
Протекая немного южнее 3-го Самотёчного переулка, Неглинная образовывала 3 искусственных водоёма, а в месте соединения 3-го Самотёчного переулка и Самотечной улицы река впадала в Верхний Самотёчный (Неглинный, Неглинский) пруд. В этот достаточно большой водоём (который находился в районе Екатеринского сквера) впадала также река Напрудная. Ниже по течению на месте Самотёчного сквера и части Олимпийского проспекта располагался Нижний Самотёчный (Неглинный, Неглинский) пруд, который был отделен от Верхнего плотиной.
Сегодня Неглинная течёт под Екатеринским и Самотёчными скверами (рядом с Олимпийским проспектом), под Самотёчной площадью, проходит по широкой долине Цветного бульвара, рядом с Трубной улицей, под Трубной площадью и под Неглинной улицей.
В районе Трубной площади Неглинная образовывала Трубный пруд, который первоначально был достаточно большим (плотина пруда находилась у стен Белого города).
Далее река поворачивает на юго-запад и течёт под ЦУМом, Театральной площадью, Манежной площадью, под Александровским садом, вдоль Кремлёвской стены до впадения в Москву-реку (у Водовзводной башни Кремля).
К 1966 году создано второе устье: сооружён коллектор (длиной около 1 км, диаметром до 4 м), протянувшийся от Театральной площади под улицами Никольской и Варваркой, который сливает воды Неглинки в Москву-реку (почти на 1 км ниже старого устья) недалеко от бывшей гостиницы «Россия».
Неглинная принимала справа 13 притоков:
- ручей из Бутырского пруда,
- ручей из Антроповых ям,
- реку Белую,
- реку Трубную,
- Успенский вражек,
- ручей из Козьего болота,
- ручей с Каретного ряда,
- ручей с Охотного ряда,
- и ещё пять безымянных ручьев.

Слева у Неглинной 4 притока:
- река Напрудная
- ручей из Даева пруда
- ручей от Сухаревой башни
- ручей со Сретенского холма по линии Театрального проезда[7].

На Неглинной в разное время были образованы следующие пруды:
- Миусский,
- два пруда в районе Новосущевской улицы,
- три пруда в районе 3-го Самотечного переулка,
- Верхний Самотёчный (Неглинный, Неглинский),
- Нижний Самотёчный (Неглинный, Неглинский),
- Верхний Неглинный (в районе Цветного бульвара)
- Трубный (в районе Трубной площади)
- Лебяжий.

## Неглинная в древности
В древности река Неглинная была важным средством сообщения, а также защищала Кремль от нападений с запада и северо-запада. Полноводная река издавна являлась местом рыболовства, а с развитием промыслов и для хозяйственных целей на ней возводились плотины и ставились мельницы.
Длина реки составляла 7,5 км, ширина долины достигала 1,5 км, а глубина долины — 25 м.
Неглинная начиналась к западу от Марьиной рощи из большого болота, называвшегося в XVII веке Пашенским (Памшинским).
Далее река протекала мимо великокняжеской слободы Сущёво (Сухощаво, Сущёвское), упоминаемой в грамотах XIV века. Как показывают старинные планы Москвы, в этом месте по пути Неглинной было самое большое сосредоточение воды, которую давали расположенные здесь Сущёвские и Вышеславцевы пруды, наполнявшиеся подземными ключами и безымянными ручьями.
В районе Самотёчного бульвара в неё впадала речка Напру́дная. Начиналась она среди заболоченной местности в районе теперешней Трифоновской улицы и Рижского вокзала. Там, на холме, окружённом болотами и прудами, находилось великокняжеское село Напрудное, упоминаемое в завещании Ивана Калиты. Близ нынешних Самотёчных переулков Неглинная и Напрудная попадали в зону сообщающихся прудов, сливались и, теряя свои названия, становились медленно текущим водоёмом — Самотёкой.

## Неглинная в XV—XVII веке
Воды Самотёки, пройдя через каменную трубу, попадали в Земляной город, где текли, уже свободно разливаясь.
Далее река проходила через особый проём в стене Белого города, перекрытый решёткой и носивший название «Труба» (совр. Трубная площадь), и текла далее по территории Москвы, причём через неё были переброшены мосты: Кузнецкий мост, Петровский мост (остатки были обнаружены при реконструкции Малого театра), Воскресенский мост (у Воскресенских (Иверских) ворот Китай-города, остатки сохранились) и Троицкий мост (между Троицкой и Кутафьей башнями Кремля, существует поныне).
В начале XVI века водами Неглинной был заполнен ров вдоль Кремлёвской стены, а на реке было сооружено шесть прудов, часть из них была спущена в середине XVIII века.
В районе современного Цветного бульвара запруда образовала Верхний Неглинный пруд.
В 1508 году весною великий князь Василий III велел Алевизу Фрязину делать камнем и кирпичом ров вокруг Кремля, а также чинить пруды вокруг града. В 1516 году на Неглинке для этих прудов заложили третью плотину против Ризположенской стрельницы (Троицких ворот) и каменный мост, а ниже по течению были заложены прежде две плотины.
На «Петровом чертеже» хорошо видны эти три плотины в нижнем течении Неглинной: у первой находилось крупное промышленное производство — Пушечный двор, по второй шёл Воскресенский мост на Красную площадь, и третья стояла у Боровицкой башни (плотина создавала Лебяжий пруд против современного Лебяжьего переулка). Водяные мельницы при плотинах использовались для молотьбы зерна, приведения в движения машин и для монетного двора.
В половодье река заливала долину: от нынешней гостиницы «Москва» до здания Государственной думы, улицу Петровку до Рахмановского переулка, окрестности Цветного бульвара.

## Неглинная в XVIII веке
Во время Северной войны, опасаясь наступления шведской армии на Москву, по приказу Петра I для защиты Кремля и Китай-города построили оборонительные сооружения треугольной формы — больверки. Вдоль реки Неглинной возвели пять больверков: Боровицкий, Неглинный, Троицкий, Никитский и Воскресенский. Неглинную отвели в новое русло западнее, в связи с чем пришлось спустить Лебяжий пруд у Боровицких ворот и перенести Аптекарский сад, находившийся между Боровицкими и Троицкими воротами.
Однако Карл XII повернул на Украину и был разбит под Полтавой, возведённые укрепления оказались не востребованы и были снесены в 1821—1823 годах.
В 1780-х в районе Верхнего Неглинного пруда, по проекту инженера И. К. Герарда, на Неглинной была сооружена набережная из дикого камня с железными решётками, ставшая «приятным гульбищем для всех охотников прохаживаться».
Воды Неглинной, Напрудной и Самотёкских прудов с древности были чистыми и славились рыбным промыслом. За чистотой рыбных прудов следила Полицейская канцелярия. Здесь нельзя было полоскать бельё, купать лошадей. В начале XIX века Неглиненские пруды с рыбной ловлей сдавались купцам внаём. Зимой из этих водоёмов для набивки ледников брали лёд, славившийся своей прозрачностью.
В отличие от сравнительно чистой воды Неглинной в районе Верхнего Неглинного пруда, в нижнем течении воды сильно загрязнялись, и запруды на реке получили названия «поганых».
Московские власти неоднократно отмечали неблагоприятное санитарное состояние местности у Неглинки. Кремлёвский обер-комендант в 1743 году писал:

В разсуждении всякаго от мяснаго ряду и харчевен нечистоты и помету происходит не только в летнее время, но и в зимнее, вредная мерзкая вонь, так что проезжающим в Троицкие ворота через мост, а паче мне и прочим живущим в Кремле, не меньше же и близь того пруда на Неглинной обывателем по той нечистоте может наносить вредительную болезнь.

Ещё в екатерининские времена она (Неглинка) была заключена в подземную трубу: набили свай в русло речки, перекрыли каменным сводом, положили деревянный пол, устроили стоки уличных вод через спускные колодцы и сделали подземную клоаку под улицами. Кроме «законных» сточных труб, проведенных с улиц для дождевых и хозяйственных вод, большинство богатых домовладельцев провело в Неглинку тайные подземные стоки для спуска нечистот, вместо того чтобы вывозить их в бочках, как это было повсеместно в Москве до устройства канализации. И все эти нечистоты шли в Москву-реку.— Гиляровский В. А. Москва и москвичи.
В конце XVIII века Неглинная была пущена по каналу. Возглавлял работы Е. И. Бланкеннагель.

## Неглинная в XIX веке
В 1817—1819 годах в ходе глобальной реконструкции центра Москвы после войны 1812 года Неглинная была заключена в трубу (кирпичный свод) на протяжении трёх километров. Работы по сооружению подземного ложа для реки Неглинной проводил геодезист, градостроитель, военный инженер Е. Г. Челиев, изобретатель цемента, затвердевающего в воде.
Во время регулярных наводнений Неглинная выходила на поверхность.
«Трубную площадь и Неглинный проезд почти до самого Кузнецкого моста тогда заливало при каждом ливне, и заливало так, что вода водопадом хлестала в двери магазинов и в нижние этажи домов этого района. Происходило это оттого, что никогда не чищенная подземная клоака Неглинки, проведенная от Самотеки под Цветным бульваром, Неглинным проездом, Театральной площадью и под Александровским садом вплоть до Москвы-реки, не вмещала воды, переполнявшей её в дождливую погоду. Это было положительно бедствием, но „отцы города“ не обращали на это никакого внимания».
В 1860-х был сооружён новый коллектор длиной около 1 км.

## Неглинная в XX веке
В 1965 году построен и в 1966 году запущен новый бетонный коллектор напрямую от Театральной площади под магазином ГУМ к району Зарядье с выходом в Москву-реку за Москворецким мостом.
В 1970-х был проложен новый коллектор от Трубной площади до улицы Охотный Ряд.
В 1997 году для общего оформления Манежной площади была сделана имитация того, что «часть реки была освобождена из трубы»; на самом деле текущая по площади вода не имеет отношения к реке.

## Экология
Река Неглинная характеризуется высоким уровнем загрязнения воды. Так в 2002 году: «На устьевом участке реки Неглинка содержание взвешенных веществ и органических веществ по БПК5 осталось на уровне 2001 года — 56,29 мг/л и 1,9 ПДК соответственно. В 2002 году отмечается некоторое снижение нефтепродуктов с 15,2 ПДК в 2001 году до 13,13 ПДК. Также снижается содержание металлов: железа — с 22,6 ПДК до 17,8 ПДК; меди — с 53 ПДК до 32 ПДК; никеля — с 2,4 ПДК до следовых количеств. Не превышают значения ПДК хлориды, сульфаты, сухой остаток, азот нитратов, а из металлов — кобальт, хром и кадмий. В то же время возрастает концентрация азота аммиака с 2,68 ПДК в 2001 году до 5,7 ПДК в 2002 году, а из металлов марганца — с 14 до 15,8 ПДК, цинка — до 14,96 ПДК, свинца до 3,24 ПДК».
«Большинство притоков Москвы-реки в устьях характеризуется высоким содержанием взвешенных веществ, железа, марганца, свинца, нефтепродуктов, иона аммония, БПК5 и ХПК; также отмечается низкая прозрачность воды. Наиболее неблагоприятная ситуация в 2007 году складывалась для рек центральной части города: ручья Ваганьковский Студенец, рек Пресня, Таракановка, Неглинка».
Таким образом, индекс загрязнения вод УКИЗВ для Неглинной в 2007 году увеличился до 8 (по классификации вода в реке приблизилась к «очень грязной»).
29 апреля 2010 года мэр Москвы Юрий Лужков в интервью журналистам ИТАР-ТАСС сообщил, что в реке Неглинной, протекающей в коллекторе под зданием Большого театра в Москве, живут гигантские 10-сантиметровые белые тараканы. «Они не хотят, чтобы до них человек дотрагивался руками. Я пробовал, но они сразу прыгают в воду. Они пловцы хорошие…». Никаких комментариев от пресс-службы московской мэрии по данному высказыванию Лужкова не поступало.

## Галерея

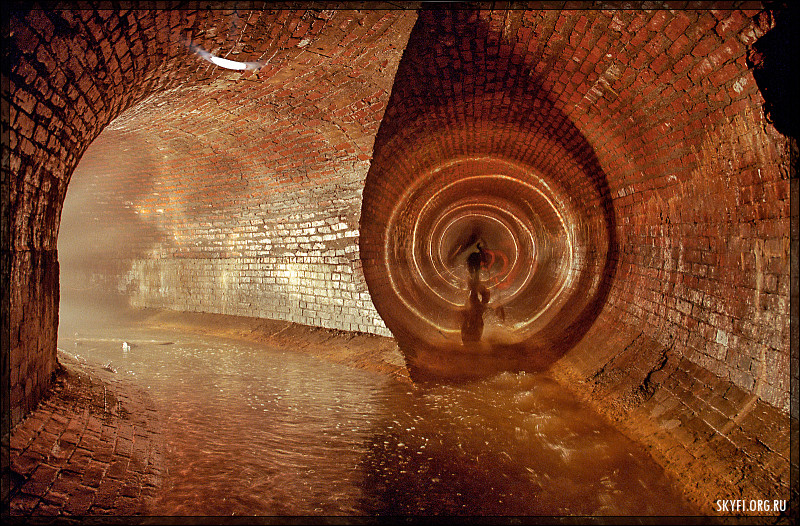
Неглинная в районе уголка Дурова
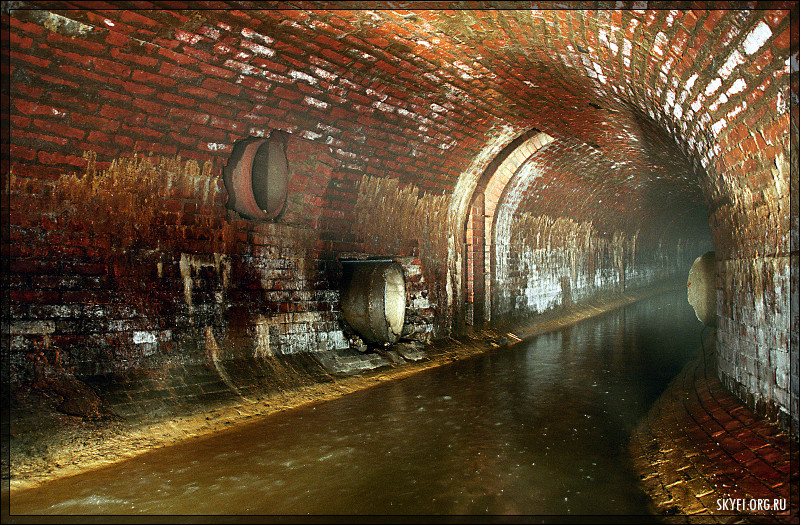
Популярное место входа
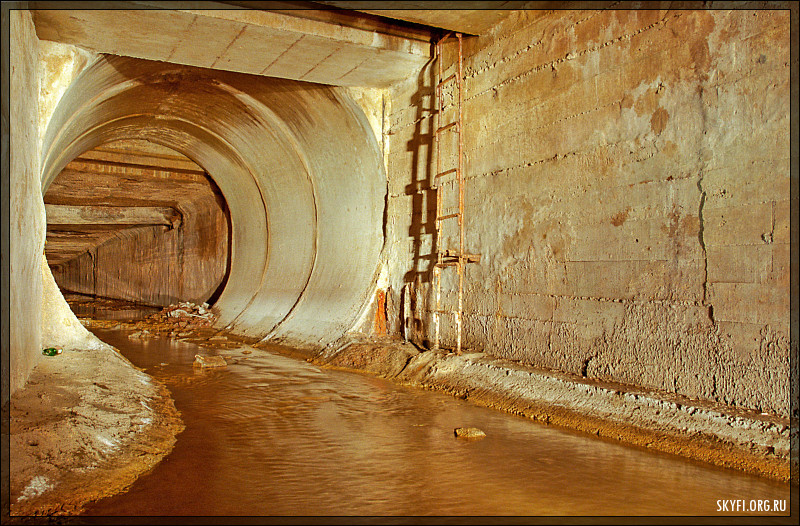
Соединение коллекторов
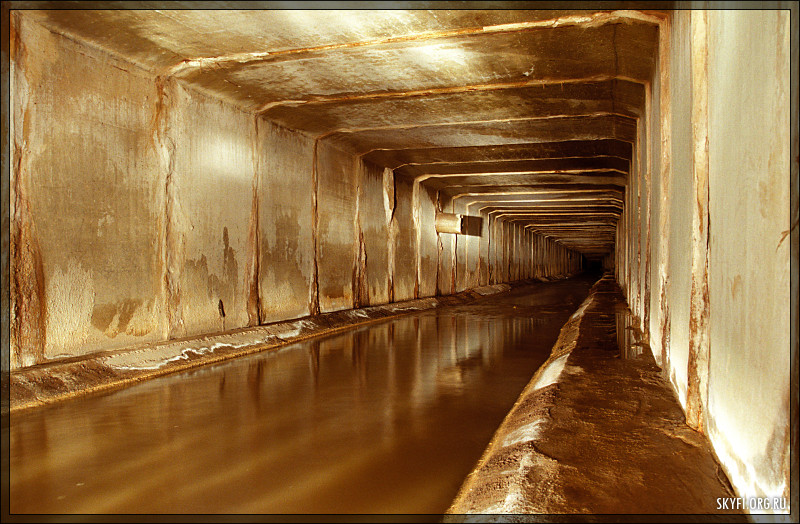
Современная часть коллектора
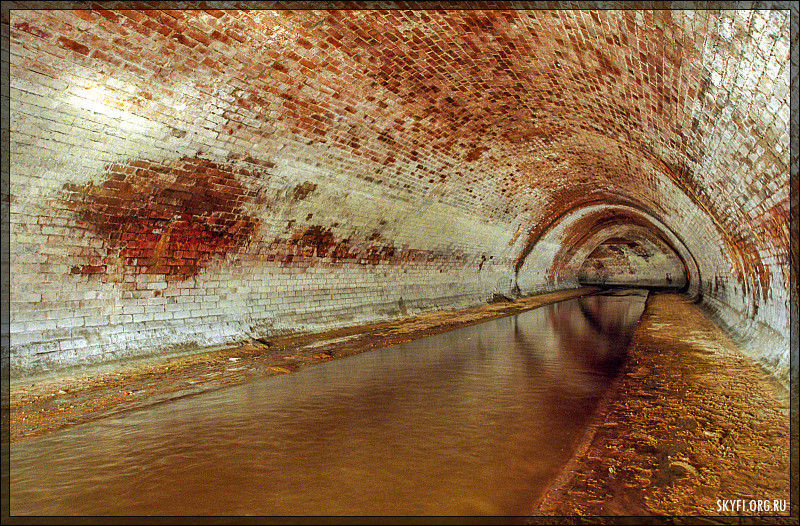
Историческая часть, «Тропа Гиляровского»
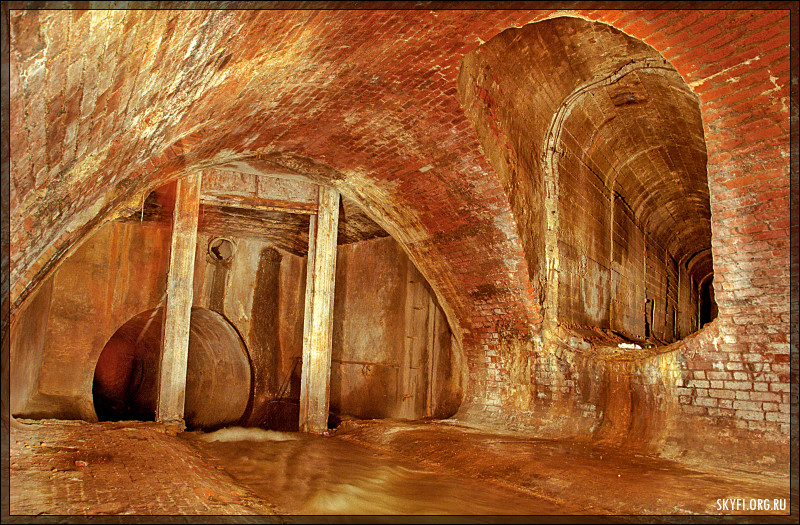
Соединение с щитовой частью
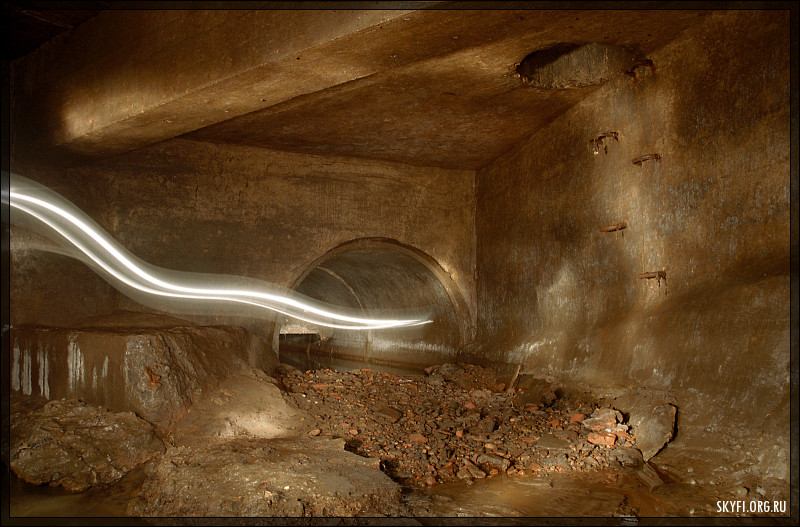
Путь наверх